# KamAZ-4310
KamAZ-4310 est un camion militaire russe produit par KamAZ depuis 1979.